# Turilândia
Turilândia est une municipalité brésilienne située dans l'État du Maranhão.